# 萧隽英
萧隽英（1901年—1988年12月2日），字鹏魂，男，广东大埔人，中国政治人物，中国国民党革命委员会中央委员会原常务委员，政协第一届全体会议代表，第三、五届全国人大代表。先后任广东省人民政府委员，广东省文教厅副厅长、广东省文化局局长、广东省高教局局长、广东业余财经学院院长、中国外交学会理事、中国阿尔巴尼亚友好协会理事、中国印度友好协会理事，广东省政协第一、二、三、四届副主席，广东省第五、六届人大常委会副主任，中国国民党革命委员会广东省委员会第一、二届副主委、第三、四、五、六届主委。
1985年12月，经中共中央组织部批准，重新加入中国共产党。